# Vapors
«Vapors» (с англ. — «Пар») — сингл американского рэпера Snoop Doggy Dogg, с его альбома Tha Doggfather, который вышел 8 апреля, 1997 года. Песня записана при участии Чарли Уилсона и Тины Мари. Продюсером сингла стал DJ Pooh.

## О сингле
«Vapors» является кавер-версией одноимённой песни Биз Марки. Этот трек содержит интерполяцию песен «Blind Man Can See It» и «Papa Don’t Take No Mess» исполненных Джеймсом Брауном. Песня попала в британский чарт под номером 18. Также попала в сборник хитов Snoop Doggy Dogg лейбла Death Row Records: Death Row: Snoop Doggy Dogg at His Best.

## Коммерческий успех
Этот трек не попал в чарты Billboard Hot 100, хоть и попал в британский чарт Hot Rap Tracks под номером 18.

## Список композиций
12-дюймовый сингл
- A1 «Vapors (Live Version)»
- A2 «Vapors (Instrumental)»
- B «Wanted Dead Or Alive (Acappella)»

CD-сингл
- «Vapors (Radio Edit)»
- «Vapors (Live Version)»
- «Vapors (Instrumental)»

Кассета
- A1 «Vapors (Album Version)»
- A2 «Snoops Upside Ya Head (Remix)»
- B1 «Vapors (Album Version)»
- B2 «Snoops Upside Ya Head (Remix)»